# Ritratto d'uomo (Lotto)
Il Ritratto d'uomo è un dipinto a olio su tela (115x98 cm) di Lorenzo Lotto, databile al 1545 circa e conservato nella Pinacoteca di Brera a Milano. 

## Storia
L'opera entrò a Brera col lascito Oggioni, nel 1855.
La datazione si basa su motivi stilistici e colloca l'opera a metà degli anni quaranta, vicina ad altri ritratti di sobria compostezza, come il Ritratto di gentiluomo anziano coi guanti, pure a Brera. C'è anche un'ipotesi che identifica il protagonista con Giovanni Taurini da Montepulciano, vicereggente di Ancona, che quindi sposterebbe la datazione al 1451, anno dell'arrivo di Lotto nella città marchigiana.

## Descrizione e stile
L'uomo è ritratto a mezza figura su sfondo scuro, con abbigliamento nero e berretta dello stesso colore. Come tipico della moda del tempo porta barba e baffi lunghi, in questo caso biondi. La mano destra stringe l'impugnatura di un'arma, mentre la sinistra indica l'angolo inferiore a sinistra, verso un elemento non più visibile, forse uno stemma sulla cornice, che avrebbe sicuramente permesso di identificare il soggetto con maggior chiarezza. L'atteggiamento è placido e statico.
Prevalgono le tonalità scure, che danno maggior risalto, per contrasto, a quelle in luce, come il volto e le mani.